# 투폴레프 Tu-22M
투폴레프 Tu-22M(러시아어: Туполев Ту-22М, 영어: Topolev Tu-22M)은 소련의 초음속 전선 폭격기(전술 폭격기의 러시아식 구분) 겸 전략 폭격기이다. 나토 암호명은 백파이어(Backfire→맞불)이다.

## 역사
소련 해군의 어머니라 불리는 세르게이 고르시코프의 전력증강에 따라 70년대 초에 소련해군은 세계 2위의 해군강국으로 급부상하게 되었고 미국 항공모함 전투단을 공격할 계획의 일환 중 하나로 초음속 순항미사일을 탑재한 초음속 폭격기인 Tu-22M을 개발하게 되었다. AS-4 키친 공대함 미사일 3발을 탑재할 수 있어 마하 4에 탄두는 1톤이 넘는 초음속 순항미사일로 미국의 니미츠급 항공모함도 명중하면 빈사상태에 빠지거나 침몰할 수 있다는 평가가 있었다. AS-4 미사일과 그의 개량형 AS-6는 해양감시 인공위성의 지령유도를 받는다. Tu-22M2는 공중급유프로판이 부착되어서 미국 본토도 타격할 수 있었지만 1970년대 미-소양국간 전략 무기 제한 협상에 의해 공중급유프로판이 제거되고 성능이 향상된 Tu-22M3가 등장하게 되었다.
현재 러시아 공군이 70여대 러시아 해군 항공대가 50여대를운영하고 있는 것으로 알려져있다. 미사일 장착 성능이 제거된 수출형 블라인더가 몇개국에 수출된적은 있어도 전선 폭격기이면서 동시에 전략 폭격기로도 사용되는 백파이어가 수출된 적은 없다. 중국이 수입하기 위해 노력을 했지만 러시아 정부가 거절했다. 또한 인도측이 중국의 잠수함 전력에 대항하기 위해 리스 형태로 4대 가령 도입 추진중이나 도입 여부는 불투명하다. 소련 붕괴 직후 우크라이나가 1개 대대분을 (전) 폴타바 공군기지에 운용하여 2002년까지 유럽의 에어쇼에도 참가하였으나 외부의 지시에 따라 2006년에 전량 폐기되었으며 다만 2-3대 정도가 폐기 후 , 비행가능 상태로의 복원을 최대한 방지하기 위해 연료 탱크에 콘크리트를 충진한 상태로 정태 보존되어, 박물관 및 육군 헬기장으로 변한 (구) 폴타바 기지와 키에프 공항에 정태 보존중이다. 폴타바 박물관은 여권 제시하에 일반인 방문이 가능하며 여기에 전시된 기체는 추가요금을 내고 조종실에 출입 가능하다. 이곳에는 러시아 밖의 유일한 Tu-160도 콘크리트 충진후 정태 보존중이며 역시 추가요금하에 출입 가능하다.우크라이나가 보유했던 기체들은 F-111의 퇴역후 남은 B-1B가 흡입구 고정형의 사실상 천음속 기체인 관계로 서방 진영이 보유했던 마지막 초음속 폭격기였다.

## 이지스함
미국 록히드 마틴사가 만들고 있는 이지스 시스템은 최대 1000㎞ 밖에서 수백개의 항공기나 대함 미사일을 찾아내고 추적할 수 있는 것이 특징이다. 1960~70년대 구 소련이 백파이어 폭격기 등에서 많게는 수십발 이상의 대함 미사일을 한꺼번에 발사하는, 일종의 ‘벌떼 전술’로 미 항공모함 전단을 공격하는 상황이 발생할까 우려해서 개발됐다. 특히 당시에는 핵만능주의가 아직 존재하던 시기라, 소련군의 미사일 대공습에 대(對)함대 핵공격이 포함되는 것을 전제로 하고 시스템을 개발한 것으로 볼수있다.

## 실전기록
1987년 소련의 아프가니스탄 침공에서 첫 실전에 투입되었다. 2008년 남오세티야 전쟁에도 투입해 러시아군의 Tu-22M폭격기들이 조지아의 주요 정부관저들을 폭격했다.이 과정에서 1대가 조지아군의 지대공 유도탄에 의해 격추되었다. 2015년 대 IS 군사 개입의 일환으로 러시아 공군 Tu-22M 폭격기들을 동원해 테러 단체 이라크 레반트 이슬람 국가의 주요 거점에 FAB(ФАБ) 계열 무유도 항공폭탄으로 융단 폭격을 가했다.
2022년 러시아의 우크라이나 침공에서 백버드 폭격기가 투입되었다. 미국 싱크탱크 전쟁연구소(ISW)에 따르면 러시아군은 2022년 4월 16일 아조우스탈 제철소를 TU-22M 장거리 폭격기를 동원해 집중적으로 폭격했다.

## 파생형
Tu-22M3MTu-160M2의 NK-32-02 터보젯 엔진 2개를 장착했다. 전자장비의 80%를 교체, 업그레이드 했다. SVP-24-22 bombsights, 위상배열 NV-45 레이다, GLONASS, 최신 디지털 조종석, 엔진 제어장치, ECCM, 정밀유도 폭격 등이다. 현대의 60대 중에서 최대 30대를 개량할 것이다. Kh-32 3발 또는 Kh-47M2 킨잘 4발을 탑재할 수 있으며, 수명은 45년이다. 2018년 8월 16일 카잔 항공기 공장에서 초도기 출하식을 가졌다. 2018년 12월 28일 초도비행을 했다.

## 특성

### Kh-32
Kh-32 미사일은 고체연료 공대지 미사일이다. 사거리 1000 km(620 마일), 속도 마하 4이며, 미국 해군 보잉 F/A-18E/F 슈퍼 호넷의 전투행동반경 550 마일(885 km) 밖에서 미사일을 발사할 수 있다. 그러나 미국 해군의 F-35C의 공대공 임무 전투행동반경은 1407 km이다.

## 제원 (Tu-22M3)
정보의 출처: Frawley, Donald, Wilson
일반 특성
- 승무원: 4 명
- 길이: 42.4 m (139 ft 4 in)
- 날개폭: 

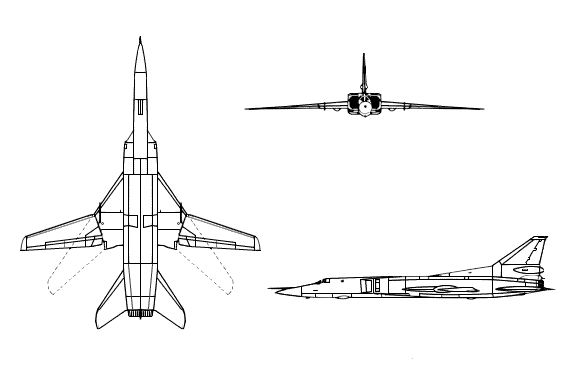
투폴레프 Tu-22M

  - Spread (20° sweep): 34.28 m (112 ft 6 in)
  - Swept (65° sweep): 23.30 m (76 ft 6 in)
- 높이: 11.05 m (36 ft 3 in)
- 날개면적: 

  - Spread: 183.6 m² (1,976 ft²)
  - Swept: 175.8 m² (1,892 ft²)
- 공허중량: 58,000 kg (128,000 lb)
- 탑재중량: 112,000 kg (246,000 lb)
- 최대이륙중량: 124,000 kg (273,000 lb)
- 엔진: 2× 쿠즈네초프 NK-25 터보팬, 247.9 kN (55,100 lbf) 각각
- 연료 용량: 54,000 kg (118,800 lb)

성능
- 최대속도: 마하 1.88 (2,303.08 km/h; 1,243.565 kn; 1,431.07 mph) (2,000 킬로미터 매 시 (Mach 1.6; 1,100 kn; 1,200 mph)) ; at altitude
- 항속거리: 6,800 km (4,200 mi, 3,700 nmi)
- 전투행동반경: 2,410 km (1,500 mi, 1,300 nmi)
- 상승한도: 13,300 m (43,600 ft)
- 상승률: 15 m/s (2,950 ft/min)
- 날개하중: 688 kg/m² (147 lb/ft²)
- 추력대중량비: 0.45

무장
- 기관포: 1 × 23-mm GSh-23 기관포
- 무기장착점: 용량 24,000 kg (53,000 lb)

최대 3 × Kh-22 미사일(NATO코드명:AS-4 키친)
최대 3 x Kh-32 미사일(NATO코드명:AS-6 킹피쉬)
최대 6 × Kh-15 미사일,

## 같이 보기
- 블루 스틸